# Musée Kircher
L'ancien musée Kircher (en latin Museum kircherianum) était une collection publique d'antiquités et de curiosités, rassemblée à partir de 1651 au Collège romain (Rome) par le jésuite Athanase Kircher. Considéré comme le premier musée au monde, il disparut, et ses collections furent dispersées, lorsque la Compagnie de Jésus fut supprimée (en 1773).

## Histoire
En 1651 Alfonso Donnini, un aristocrate italien amateur d’antiquités, fait don de son 'cabinet de curiosités' aux religieux du Collège romain : « diverses choses curieuses et de valeur pour qu’ils les gardent et que leurs études puissent en bénéficier ». Le père Athanase Kircher (1602-1680), professeur de mathématiques, de physique et de langues orientales s’occupe de la collection avec grand soin et bientôt constitue un véritable musée d’antiquités de technologie, d’art, sciences et archéologie.
Déjà célèbre, et admiré par les esprits éclairés de l’époque comme par ses étudiants du Collège romain pour ses vastes connaissances scientifiques et son éclectisme philosophique, Kircher y ajoute des objets d'histoire naturelle recueillis lors d’expéditions antérieures en Sicile (1630) et à Malte (1636), de même que des instruments de musique ou même des machines nées de son génie imaginatif. Il utilise ses contacts, particulièrement les jésuites d’outre-mer, pour augmenter les collections ethnographiques d’objets exotiques provenant des pays de mission.
Le musée est populaire et reçoit nombre de visiteurs. Un premier catalogue est publié en 1678 par Georges de Sepibus et inclut quelques planches illustrées. Après la mort de Kircher en 1680 le musée connaît une période d'abandon. Il reprend une nouvelle vie et vigueur avec le curateur Philippe Bonanni qui publie en 1709, un second catalogue. On constate que de nombreux objets ont déjà disparu du musée. Avec le temps le musée retrouve une nouvelle splendeur et grâce aux aides reçues et dons divers, il devient un centre important de collections diverses touchant tous les domaines du savoir, de la philosophie expérimentale à l'ésoterisme et la technologie. La collection d'archéologie a été enrichie par le jésuite Contuccio Contucci, directeur du musée entre 1735 et 1765.

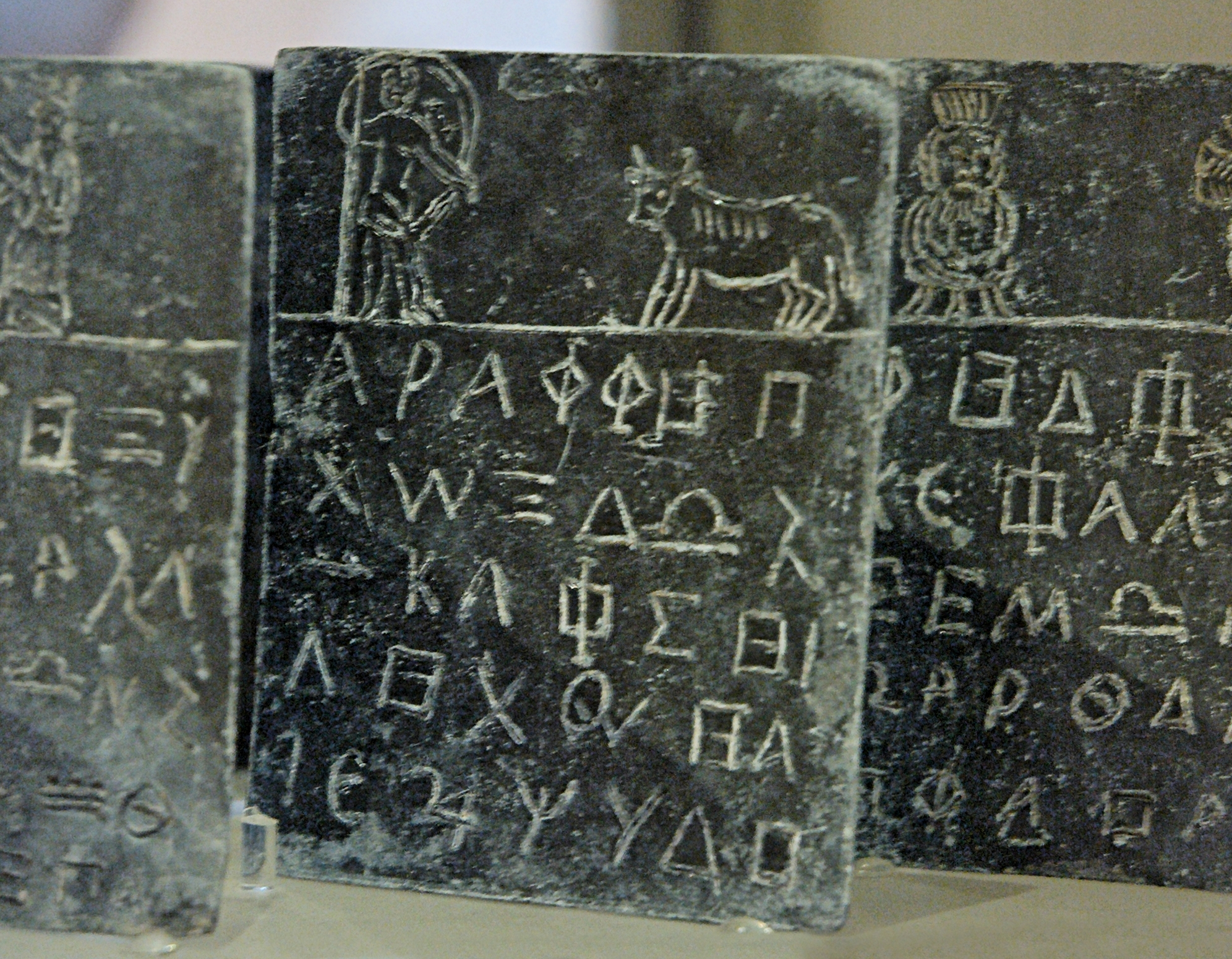
Livre de magie du IVe siècle (autrefois au musée Kircher)

## Fermeture et dispersion
Lorsque la Compagnie de Jésus est supprimée (1773), le Collège romain est confié au clergé de Rome et le musée est fermé. Ses collections sont progressivement dispersées. Une grande partie est transférée au musée de la villa Giulia de Rome pour les antiquités étrusques, au musée national de préhistoire Luigi Pigorini (collections ethnographiques) et au Musée national romain pour les antiquités romaines.
Certaines curiosités, telles les copies en bois des « obélisques romains » sont restées dans les bâtiments du Collège romain, aujourd’hui occupés par le lycée d’État Ennio Visconti.
Une exposition consacrée à l'ancien musée Kircher fut organisée au palais de Venise, à Rome (28 février - 22 avril 2001). À cette occasion le ministère italien de la Culture publia un catalogue contenant de nombreuses photos d'objets ayant appartenu au musée Kircher et se trouvant aujourd'hui dispersés en diverses institutions. Les chapitres exposent la très grande variété des sections : de l'exotisme oriental aux découvertes ethnologiques missionnaires, de l'astronomie aux sciences de la terre (volcanologie, zoologie, etc.), de l'égyptologie (hiéroglyphes) à l'hermétisme, de la science aux technologies (sténographe, polygraphe, cloche sous-marine, etc.), de la pinacothèque du collège romain à l'archéologie romaine et grecque...

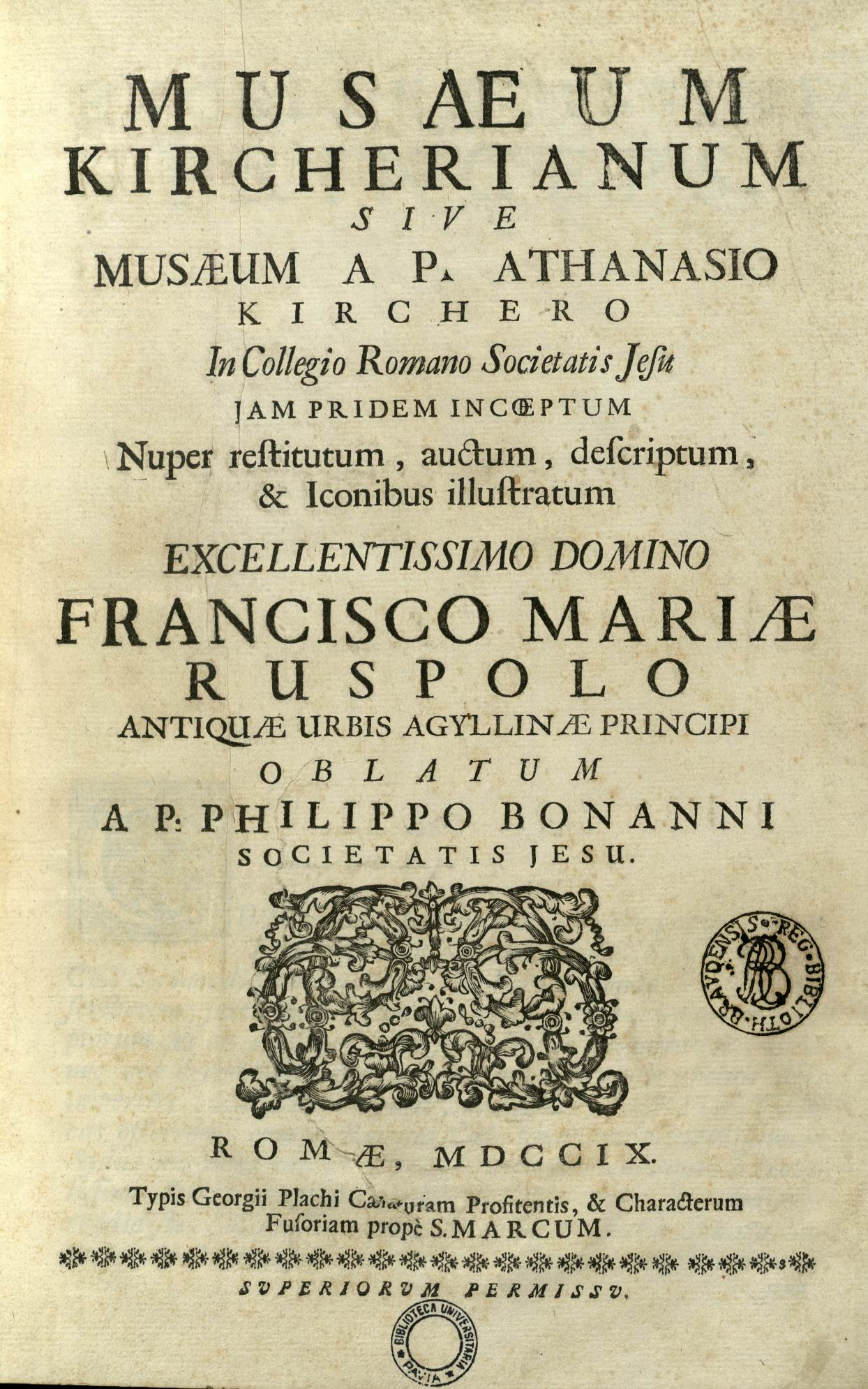
Catalogue du musée (publié par Filippo Bonanni en 1709)